# Train station2
鉄道駅2 (てつどうえき2、原題 Train station 2)は、2019年に制作されたオンライン戦略ゲームである。制作はスロバキアのPixel Federationが担当。

## 概要
世界各国の鉄道網の題材にした3Dストーリーワールドの鉄道戦略ゲーム。プレイヤーは世界中の列車を運行し世界各国のミッションをクリアし鉄道大国を目指す。
また、ゲーム内には日本の新幹線や機関車など、JRへのオマージュも存在しているが、本作初リリース当時は登場していない。
ただし、鉄道車両に関しては国によって列車がランダムで配置されていたり、一部の国によって首都が現実とは異なる点も見られる。

## システム
資材を回収してアイテムを製造し、アイテムは列車により、ストーリーミッションに輸送することにより、ポイントとキー、コイン、宝石が入手することが可能である。
また、プレイヤーの駅では建物を建設したり、街の拡張をすることにより、人口が増えて行く。
また、このゲームは工場は8つある。

## 列車のジャンル
ストーリーを進めるとミッションで回収したキーを数百本でコンテナ(ノーマルコンテナ、アドバンスコンテナ、プレミアムコンテナ)から複数の車両を解除することが可能。
ノーマル列車
イメージは灰色。普通車であり、殆どがルーレットによって当たる。アップグレードするのにパーツ数は少ない。その代わり同じ車両を手に入れた場合売却することにより、パーツが増えて行く。
レア列車
イメージは青色。ノーマル列車と一緒で、殆どがルーレットによって当たる。パーツ数はノーマルに比べてレアから、だんだん増えて行く。
エピック列車
イメージは紫色。一部の国ではストーリーミッションを完了して入手する列車も存在する。
レジェンド列車
イメージはゴールド。ストーリーには重要な存在でストーリーでは一部のミッションに使われる物も存在する。

## 登場する国
イギリス
本作の最初の地域。リージョン 1 のほぼ完了まで、すべてのタスクを案内してくれる。ある地域から先に進むと、その地域から機関車を入手するのがはるかに難しくなるため、次の地域に進む前に、できるだけ多くの機関車を集めることに重点を置く必要があると言われている。ストーリー請負業者はジョージ•スティーブンソン
ドイツ
本作で2番目の地域。レベル10で解除される。支線を開通させるとエピック列車と木材工場が解除され、レベル30に到達すると、ベルリン大聖堂が開放される。ストーリー請負業者はオーガスト•ボルジッヒ
アメリカ合衆国
3番目の地域。レベル40で解除される。首都がワシントンDCではなくテキサス州のヒューストンになっている。殆どが砂漠地帯で、ダムやガソリンスタンドなどがある。ストーリー請負業者はフランク スプレーグ。
フランス
4番目の地域。レベル100で解除される。首都はボルドー。西側に海岸があり、川が2つに分岐している。ストーリー請負業者はギュスターヴ・エッフェル。
カナダ
5番目の地域。レベル200で解除される。首都はトロント。滝や広大な湖が存在する。ストーリー請負業者はジョン・マカーディ。
フィンランド
6番目の地域。レベル300で解除される。首都はヘルシンキ。全体が極寒地帯で川や湖が凍ている。ストーリー請負業者はシグルド・ヨハネス・サヴォニウス。
オランダ
7番目の地域。レベル400で解除される。首都はドルドレヒト。右側に空港があり、中央エリアには遊園地がある。風車も立ち並んでいる。ストーリー請負業者はアンソニー・フォッカー。
オーストラリア
8番目の地域。レベル500で解除される。首都はシドニー。南にはビーチがあり、シドニーオペラハウスやウルル等がある。ストーリー請負業者はジョン・ブラッドフィールド。
スウェーデン
9番目の地域。レベル600で解除される。首都はストックホルム。殆どが島の為、橋で結ばれている。ストーリー請負業者はイングヴァル・カンプラード。
日本
10番目の地域。レベル700で解除される。首都は東京。富士山や東京湾の下には海底トンネルが開通している。東京駅周辺は、ビルは殆ど建っていない。このエリアのうち西/東北エリア(九州、中国、四国、近畿、北海道)には開発中の為か見ることはできない。ストーリー請負業者は豊田喜一郎。
エジプト
11番目の地域。レベル800で解除される。首都はカイロ。2つの川が存在している。その付近に緑園地帯が広がっている。ストーリー請負業者はアシム。

## 鉄道駅クラッシック
『鉄道駅クラッシック』(train station the game on rails) は2011年にリリースされたオンライン戦略ゲーム。『2』と同様、開発はpixel federationが担当。鉄道帝国を目指す点は同じ。
2Dの鉄道網の舞台。クラッシックということもあってか、ゲーム開始の時点で最初は列車のホームが1本しかなかったり、気球が飛行してたり、列車のジャンルではリニアモーターカーやハイパーループと言った2にはなかった点が多く存在する。
・新しい車両を入手する際には貯めたコインで購入する。(ルーレットでランダムに当たる訳では無い。)
・列車の種類が2より多く、プレイヤーの駅にきた列車やショップで購入した車両や、実績で入手した車両が博物館に保存される。
・ホイッスルを鳴らすと列車が駅に停車する。(2のように駅を通過して行く訳では無い。)
・列車の編成は手動で連結させる。
・このゲームのレベルは永遠に続く。
・ボルジッヒ、スプレーグ、豊田喜一郎、アシムなどの一部の人物はストーリー展開上登場してこない。その為 クラッシックにしか登場しない鉄道車両やその他の人物が存在している。
・高速列車は殆どは駅にやって来ない。
・蒸気機関車は燃料を使わず、コインで走り出す。